# Störst av allt (TV-serie)
Störst av allt (engelska: Quicksand) är ett svenskt psykologiskt kriminaldrama baserat på Malin Persson Giolitos roman Störst av allt från 2016. Serien är producerad av FLX för Netflix och hade premiär den 5 april 2019 på Netflix. Den är den första svenskproducerade originalserien för Netflix.
I februari 2020 tolkades TV-serien i form av en teaterföreställning på Rival i Stockholm med Nour El Refai i alla roller. Programmet vann Kristallen 2019 som årets TV-drama och Hanna Ardéhn fick priset som årets kvinnliga skådespelerska i en tv-produktion.

## Handling
En skolskjutning äger rum på fiktiva Djursholms allmänna gymnasium. Maja Norberg blir gripen och misstänkt för mord. Hon erkänner skjutningarna i ett tidigt skede men nekar till brott. Handlingen kretsar kring frågan varför snarare än huruvida hon gjort sig skyldig till skolskjutningen.

## Rollista

### Huvudroller
- Hanna Ardéhn – Maria "Maja" Norberg
- Felix Sandman – Sebastian "Sibbe" Fagerman
- William Spetz – Samir Said
- Ella Rappich – Amanda Steen
- David Dencik – Peder Sander, Advokat
- Reuben Sallmander – Claes Fagerman, Sebastians pappa
- Maria Sundbom – Lena Pärsson, Åklagare
- Rebecka Hemse – Jeanette Nilsson
- Arvid Sand – Lars-Gabriel "Labbe" Sager-Crona
- Helena af Sandeberg – Mimmi Steen, Amandas mamma
- Anna Björk – Camilla Norberg, Majas mamma
- Christopher Wollter – Erik Norberg, Majas pappa

### Återkommande
- Iris Herngren – Lina Norberg
- Anna Bjelkerud  — Birgitta Svensson, Domare
- Kalled Mustonen – Kalle
- Marall Nasiri – Susse Zanjani
- Jeanette Holmgren – Margareta "Mags" Sager-Crona
- Louise Edlind – Majlis, Sebastians farmor
- Evin Ahmad –  Evin Orak
- Astrid Plynning – Sofie
- Suheib Saleh – Dennis Oryema
- Sebastian Sporsén – Per Jonsson
- Shanti Roney – Christer Svensson
- Samuel Fröler – Georg, Labbes pappa
- Jeanette Holmgren – Margareta, Labbes mamma
- Sven Wollter – morfar

### Övriga
- Alva Bratt –  Mela, klasskompis
- Moa Lindström – klasskompis, besökare vid begravning och klubben
- Tom Boustedt – klasskompis
- Savannah Hanneryd – besökare vid klubben
- Ray Nordin – besökare vid klubben

## Avsnitt
| Nr | Titel              | Regissör                          | Författare                                              | Släpptes     |
| --- | ------------------ | --------------------------------- | ------------------------------------------------------- | ------------ |
| 1 | "Maja"             | Per-Olav Sørensen                 | Camilla Ahlgren & Malin Persson Giolito                 | 5 april 2019 |
| Efter en skolskjutning grips 18-åriga Maja Norberg, som delges misstanke om mord, mordförsök och medhjälp till mord, och begärs anhållen. Hon får möta sin advokat Peder Sander och berättar för honom hur det gick till när hon och hennes pojkvän Sebastian träffades. Maja och Sebastian tillbringar sommaren tillsammans på en privat lyxbåt i Frankrike som Sebastians far, Claes, äger. Sebastian öppnar upp sig för henne om familjens trassliga bakgrund. Maja genomför sitt första förhör i tingsrätten där hon får förklara med egna ord hur mordet gick till. Det hålls en häktningsförhandling där Maja förklaras häktad med fullständiga restriktioner.     |                    |                                   |                                                         |              |
| 2 | "Förhöret"         | Per-Olav Sørensen                 | Camilla Ahlgren & Veronica Zacco                        | 5 april 2019 |
| Kriminalinspektören fortsätter att förhöra Maja om förhållandet med Sebastian, där Maja erkänner att hon sköt Sebastian. Hon minns tillbaka på en vild fest som Sebastian arrangerade i början av skolåret. Amanda blir tillsammans med Labbe och Samir hamnar i bråk med langaren efter att han langat droger till Maja. Därefter låter Sebastian henne köra deras lyxbil vilken hon kraschar, vilket leder till att Claes, som tror att Sebastian körde bilen, misshandlar Sebastian. Maja och Sebastian drar iväg på jakt tillsammans med Majas morfar. Dagen därpå hålls ett förhör där åklagaren deltar.                                                            |                    |                                   |                                                         |              |
| 3 | "Begravningen"     | Per-Olav Sørensen & Lisa Farzaneh | Camilla Ahlgren & Alex Haridi                           | 5 april 2019 |
| På dagen för begravningen vill Maja helst lämna sin cell och får med sina egna ord ett psykbryt. Hon ber advokat Sander fixa in en mp3-spelare med musik till henne som hon kan lyssna på samtidigt som Amandas begravning hålls. Maja, Sebastian och Samir är bjudna till Labbes lantställe. Där hamnar Sebastian och Samir i bråk gällande Samirs föräldrars yrken. Maja börjar att komma allt närmre Samir samtidigt som Sebastian spårar ur allt mer. Maja och Sebastian går till krogen kvällen därpå, där hon konfronterar Dennis för att han fortsätter att langa droger till Sebastian trots att han inte kan hantera dem.                                       |                    |                                   |                                                         |              |
| 4 | "Rekonstruktionen" | Per-Olav Sørensen & Lisa Farzaneh | Camilla Ahlgren, Malin Persson Giolito & Alex Haridi    | 5 april 2019 |
| Maja börjar komma Samir allt närmre och är otrogen mot Sebastian. Därefter gör Maja slut med honom på grund av hans beteende. Under en rekonstruktion av skjutningen minns hon bättre vad som egentligen hände, men det blir för påtagligt att hon inte lyckas förklara vad hon minns. Förundersökningen avslutas och processen går in i nästa fas. Sebastian tar en överdos och hamnar på akuten. Väl på akuten skadar han sig själv genom att slå på en spegel och blir inlagd. Maja får vetskap om detta och ångrar att hon lämnade honom och beger sig raka vägen till akuten för att uppvakta Sebastian.                                                            |                    |                                   |                                                         |              |
| 5 | "Rättegången"      | Per-Olav Sørensen                 | Camilla Ahlgren, Malin Persson Giolito & Veronica Zacco | 5 april 2019 |
| När rättegången inleds vittnar Maja – som riskerar fjorton år i fängelse – om hur Claes betedde sig emot Sebastian, och hur hennes 18-årsdag plötsligt tog en mörk vändning efter att Sebastian tog en överdos. Maja börjar komma längre efter i skolarbetet för att hjälpa Sebastian och därefter blir bland andra Maja och Sebastian kallade till möte på skolan. Hon vittnar om hur Sebastian våldtog henne, vilket åklagaren ställer sig tveksam till eftersom hon aldrig nämnt detta tidigare. |                    |                                   |                                                         |              |
| 6 | "Vittnena"         | Per-Olav Sørensen                 | Camilla Ahlgren & Malin Persson Giolito                 | 5 april 2019 |
| Sebastians kompis Labbe vittnar om hur Maja och Sebastian förändrades efter att de blivit tillsammans. Samir, som var ögonvittne till händelsen, vittnar om att Sebastian arrangerade en fest kvällen före skjutningen, där Sebastian hamnar i slagsmål med sin far. Därefter skickar Maja ett sms till Sebastian om att Claes borde dö. Morgonen därpå har Sebastian skjutit sin far men nämner inte detta för Maja. De beger sig till mötet på skolan där Sebastian tar fram ett gevär och skjuter Dennis och Christer medan ögonvittnet Samir spelar död. Tingsrätten bedömer att Maja sköt Amanda av misstag och Sebastian i självförsvar, och Maja frikänns därför. |                    |                                   |                                                         |              |

## Produktion
Den 7 september 2017 offentliggjorde Netflix att en första säsong skulle produceras. I juli 2018 meddelades att Hanna Ardéhn, Felix Sandman, William Spetz, David Dencik, Reuben Sallmander, Anna Björk, Christopher Wollter, Evin Ahmad, Maria Sundbom, Rebecka Hemse, Helena af Sandberg, Shanti Roney och Ella Rappich fått roller i serien.
I februari 2019 hade serien sin officiella premiär med förhandsvisning av de två första avsnitten vid Berlin International Film Festival i Berlin. I mars 2019 bekräftades det att seriens premiär skulle bli 5 april 2019.
Den officiella trailern släpptes den 27 mars 2019.